# Shahrestān-e Khorrambīd
Shahrestān-e Khorrambīd (persiska: شهرستان خرم بيد, خرم بيد) är en delprovins (shahrestan) i Iran.   Den ligger i provinsen Fars, i den centrala delen av landet, 600 km söder om huvudstaden Teheran.
Delprovinsen hade 50 522 invånare 2016.